# Tacuhiko Kubo
Tacuhiko Kubo (japonsko 久保 竜彦), japonski nogometaš, * 18. junij 1976.
Za japonsko reprezentanco je odigral 32 uradnih tekem.